# Domnul Verdoux
Domnul Verdoux (în engleză Monsieur Verdoux) este un film de comedie neagră din 1947 scris, produs și regizat de Charlie Chaplin care joacă rolul titular, un ucigaș de soții bigam inspirat de criminalul în serie Henri Désiré Landru (1869- 1922). Scenariul se bazează pe o povestire de Orson Welles. În alte roluri interpretează actorii Martha Raye, William Frawley și Marilyn Nash.

## Distribuție
- Charlie Chaplin - Monsieur Henri Verdoux. (Monsieur Varnay, Monsieur Bonheur, Monsieur Floray)
- Mady Correll - Mona Verdoux (soția legală a lui Verdoux)
- Allison Roddan - Peter Verdoux, fiul lor
- Robert Lewis - Maurice Bottello, prietenul lui Verdoux
- Audrey Betz - Martha Bottello

Doamnele:
- Martha Raye - Annabella Bonheur, care crede că pe Verdoux îl cheamă Bonheur, un căpitan de vapor care este mereu plecat
- Ada-May - Annette, fata ei
- Isobel Elsom - Marie Grosnay, o văduvă în vârstă interesată să cumpere reședința lui Thelma și pe care Verdoux (ca Varnay) încearcă să-i facă curte
- Marjorie Bennett ca fata ei
- Helene Heigh - Yvonne, fata Mariei Grosnay
- Margaret Hoffman - Lydia Floray, care crede că pe Verdoux îl cheamă Floray, un inginer care a plecat de acasă de luni de zile
- Marilyn Nash[8] - Fata, o tânără pe care Verdoux o întâlnește și încearcă să o otrăvească dar opiniile sale despre societate îl fac să se răzgândească

Familia Couvais:
- Irving Bacon - Pierre Couvais
- Edwin Mills - Jean Couvais
- Virginia Brissac - Carlotta Couvais
- Almira Sessions - Lena Couvais
- Eula Morgan - Phoebe Couvais

Autorități:
- Bernard J. Nedell - Prefect al Poliției
- Charles Evans - Detectivul Morrow

În alte roluri:
- Lois Conklin ca vânzător de flori
- Christine Ell ca Louise - fata
- William Frawley ca Jean La Salle
- John Harmon as Joe Darwin
- Arthur Hohl ca agent imobiliar
- Fritz Leiber ca părintele Fareaux
- Vera Marshe ca Mrs. Vicki Darwin
- Barbara Slater  ca vânzătoare de flori

Nemenționați:
- Joseph Crehan ca agent de acțiuni (broker)
- Cyril Delevanti ca poștaș
- Frank Reicher ca medic
- Addison Richards ca director de bancă
- C. Montague Shaw - ipotecar bancar
- Pierre Watkin - oficial al închisorii

## Legături externe
- Domnul Verdoux la TCM Movie Database
- Domnul Verdoux la Internet Movie Database
- Domnul Verdoux la Allmovie
- Domnul Verdoux la Rotten Tomatoes
- DVD Journal article de Mark Bourne

## Vezi și
- Listă de filme de comedie din anii 1940
- Listă de filme noir din anii 1940
- Listă de filme polițiste din anii 1940
- Listă de filme americane din 1947
- Listă de filme americane de comedie
- Listă de filme străine până în 1989